# باول ديفيد
باول ديفيد (بالفرنسية: Paul David)‏ هو طبيب قلب وسياسي كندي، ولد في 25 ديسمبر 1919 في مونتريال في كندا، وتوفي بنفس المكان في 5 أبريل 1999. حزبياً، نشط في الحزب الكندي التقدمي المحافظ. وقد انتخب عضو مجلس الشيوخ الكندي.